# Kobber(II)sulfat
 Der er for få eller ingen kildehenvisninger i denne artikel, hvilket er et problem. Du kan hjælpe ved at angive troværdige kilder til de påstande, som fremføres i artiklen.

Kobber(2+)sulfat, tidligere kaldet kobbervitriol, er et almindeligt forekommende kobber-holdigt salt med sumformlen CuSO4. Vandfrit kobber(II)sulfat er et blegt, blågrønt pulver, mens stoffet sammen med krystalvand danner krystaller med en intens blå farve. Vandige opløsninger af stoffet har den samme klare blå farve. Under opvarmning bliver flammen grøn. Dette er en måde at finde ud af, om det er kobbersulfat.
Kobber(2+)sulfat har flere hydrater, som rækker fra CuSO4·1H2O til CuSO4·7H2O
Det mest almindelige hydrat af CuSO4 er CuSO4·5H2O; også kaldt kobber(2+)sulfat pentahydrat.